# Tuiga
Tuiga ou D3 Tuiga est un yacht de course de classe 15 Metre (en) JI (15mR) de 28 m. Ce plan Fife est construit en 1909 à Fairlie (Écosse) par l'architecte naval écossais William Fife III. Il est le voilier amiral du Yacht Club de Monaco depuis 1994.

## Histoire
Tuiga est construit en 1909 par l'architecte naval William Fife III, sur son chantier naval William Fife & Son de Fairlie du Firth of Clyde en Écosse (un des berceaux du yachting de tradition) avec des caractéristiques proches des futurs Classe J des années 1930, inspiré entre autres de son précédent Pen Duick de 1898 (futur premier navire emblématique d'Éric Tabarly) ou de ses Shamrock et Shamrock III des coupe de l'America 1899 et 1903. 

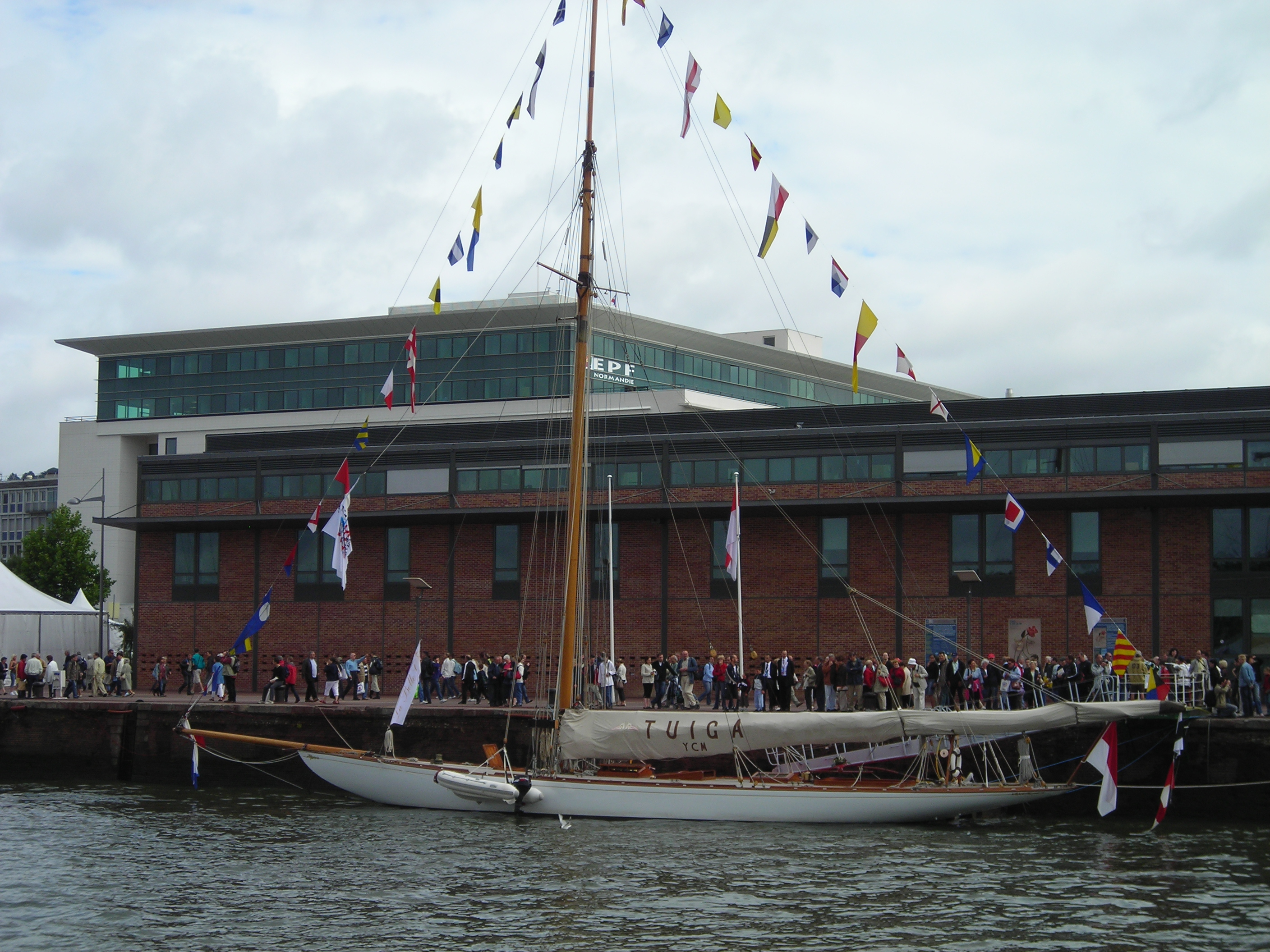
À quai lors de l'Armada 2008 de Rouen.
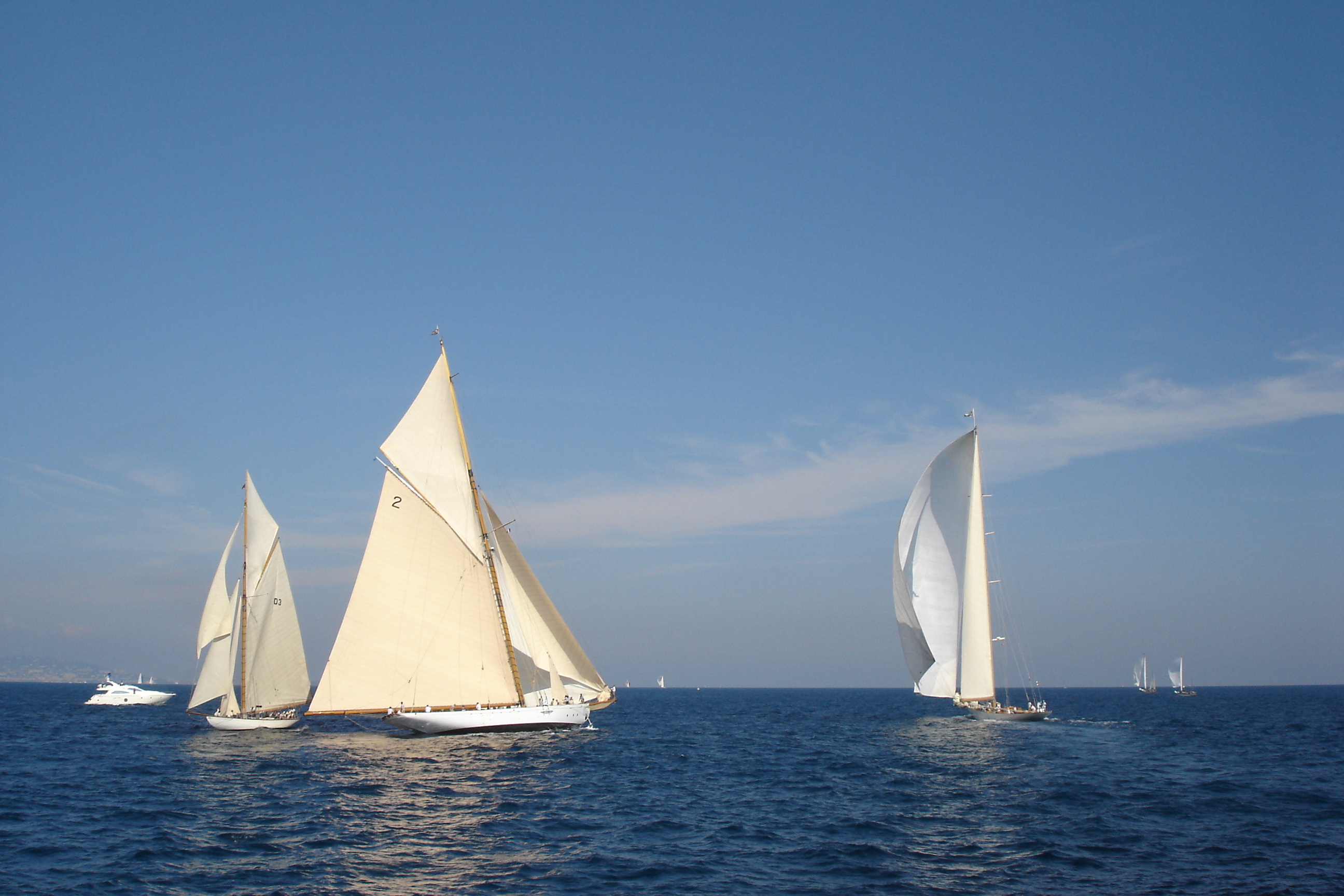
À gauche, avec Lulworth et Cambria, aux Régates Royales de Cannes en 2006.
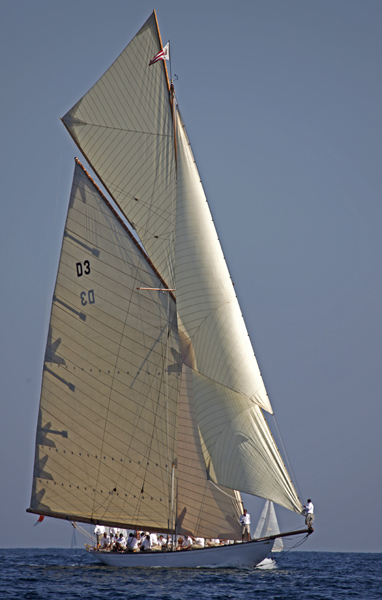
Aux Voiles de Saint-Tropez en 2009.

Il est commandité par le duc de Medinaceli Luis Fernández de Córdoba y Salabert (es), en Espagne, pour régater contre son navire-jumeau Hispania du roi Alphonse XIII. 

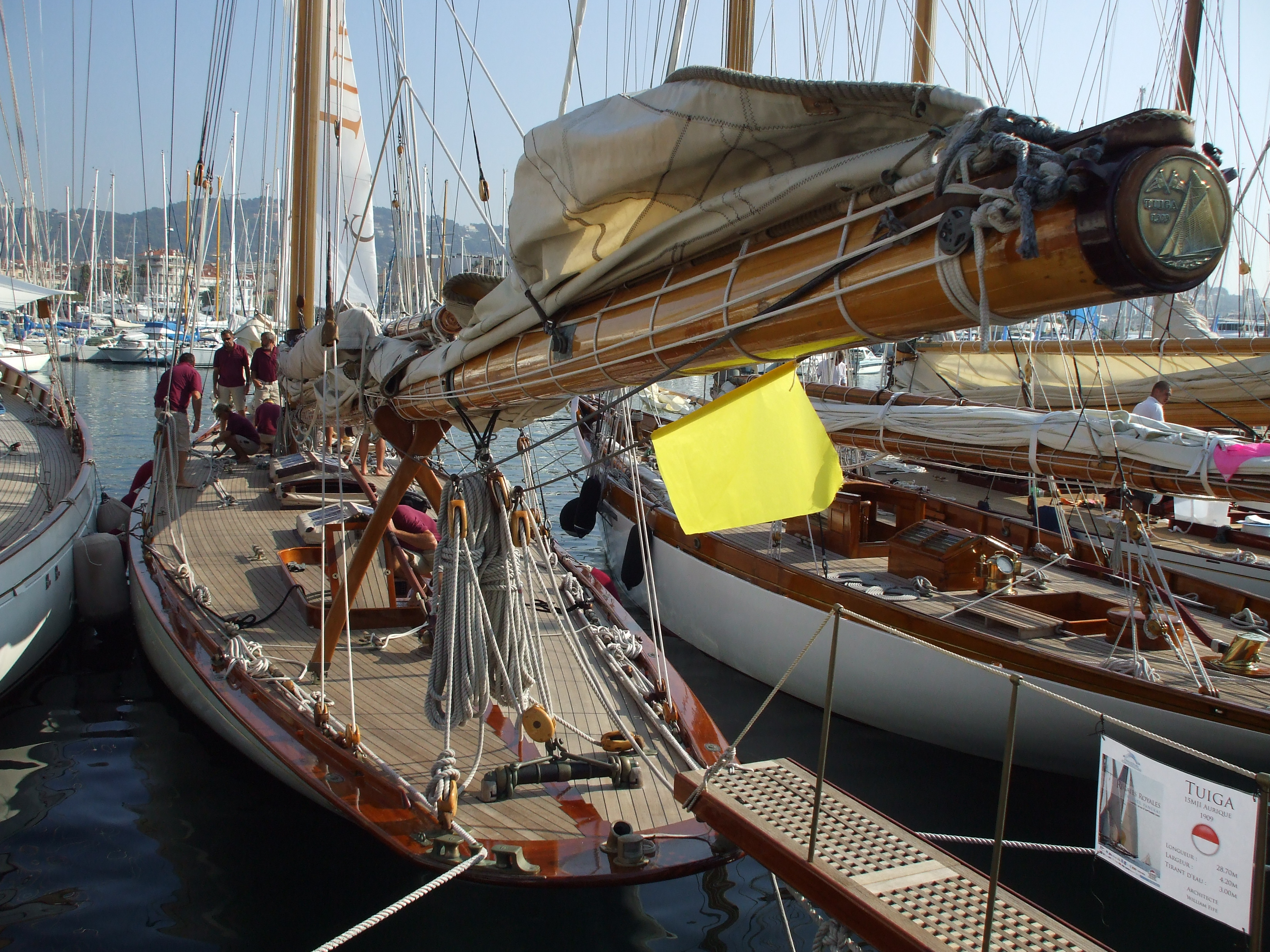
Aux Régates Royales de Cannes (2009).
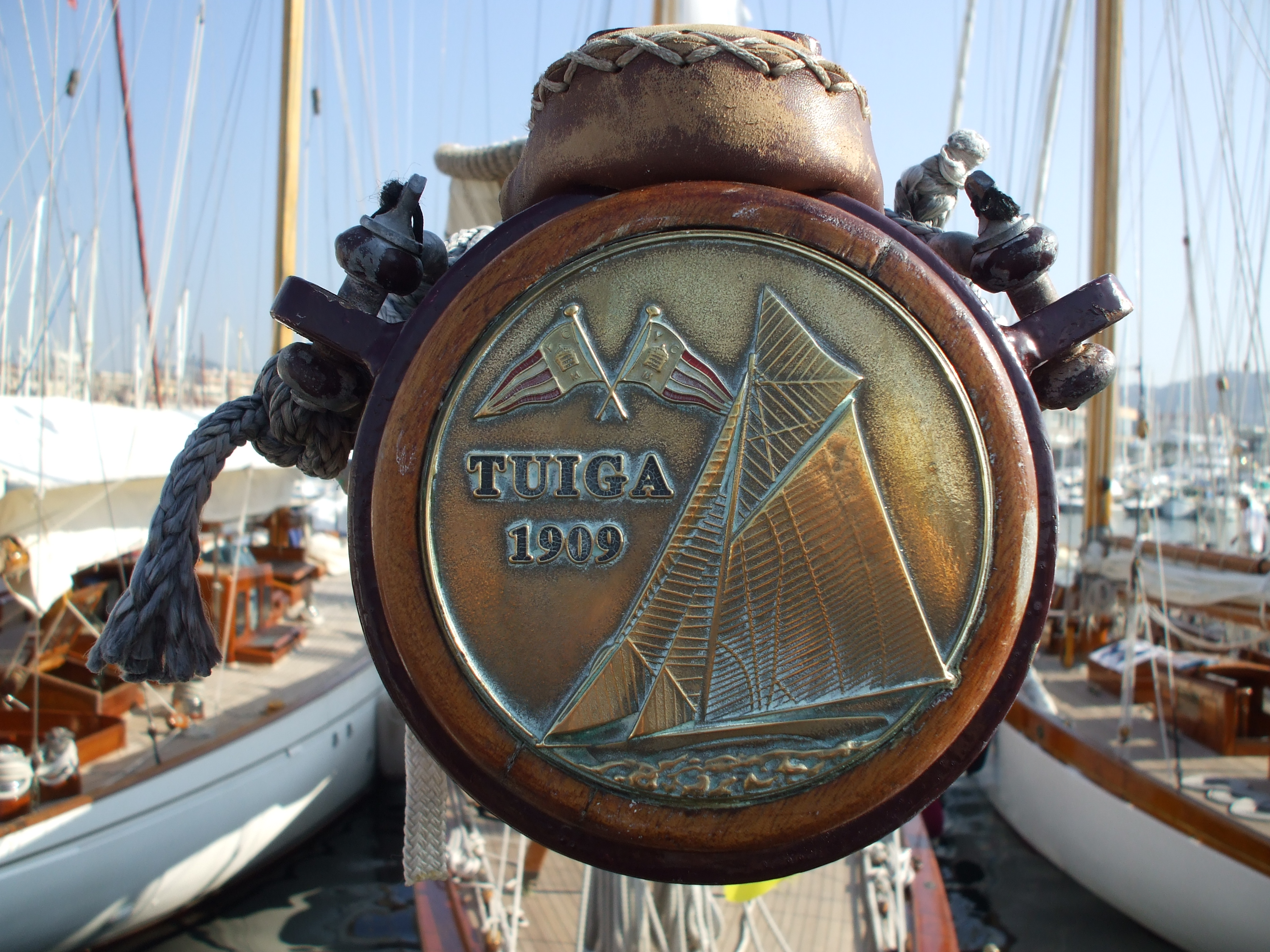
Plaque YCM 1909 au bout de la bôme.

Il domine, avec Hispania, les régates de l'époque du golfe de Gascogne, de Cowes (Royaume-Uni) et en Norvège pendant douze ans dans la classe 15mR de la première jauge internationale (1907 à 1917). Il est ensuite racheté par divers propriétaires, qui le rénovent et le modifient sous divers noms, dont un armateur scandinave pour ne plus naviguer pendant plus de 30 ans.

## Voilier amiral du Yacht Club de Monaco
En 1995, le prince Albert de Monaco, président du Yacht Club de Monaco, fait racheter la coque en ruine de Tuiga, pour en faire le voilier amiral du Yacht Club de Monaco, en le faisant intégralement rénover d'origine durant quatre ans par le chantier naval Fairlie Restorations de Grande-Bretagne, et regréer en cotre avec sa quille en plomb d'origine. Avec The Lady Anne, Hispania et Mariska, Tuiga est l’un des quatre derniers 15 M JI encore en navigation au monde. Il participe à ce jour à de nombreuses compétitions et rassemblements nautiques tels que Les Voiles d'Antibes, les Voiles de Saint-Tropez, les Régates Royales de Cannes, l'Armada de Rouen, la Grande parade maritime de Marseille, la semaine de Cowes, les Tall Ships' Races…

## Caractéristiques techniques
Ce yacht de course de classe 15 Metre (en) JI (15mR) de 28 m, est bordé en orme et acajou sur membrures d'acier, et gréé en cotre franc aurique.